# Метцинген
Метцинген (нем. Metzingen) — город в Германии, районный центр, расположен в земле Баден-Вюртемберг.
Подчинён административному округу Тюбинген. Входит в состав района Ройтлинген. Население составляет 22 035 человек (на 31 декабря 2010 года). Занимает площадь 34,61 км². Официальный код — 08 4 15 050. Город подразделяется на 2 городских района.

## История
Город впервые упоминается в документах 1075 года. Выращивание вина привело к обогащению города примерно в XVII веке. С начала 1600-х годов он находился под юрисдикцией Оберамта Ураха. С 1800-х годов — под совместной юрисдикцией округа Урах и Шварцвальд. И, наконец, под юрисдикцией только округа Шварцвальд — от упразднения оберамтов до конца Второй мировой войны, когда он был передан под юрисдикцию округа Ройтлинген.
Во время Тридцатилетней войны Метцинген подвергся значительным разрушениям, и вскоре две трети населения умерли от эпидемии чумы.
После индустриализации в Метцингене были построены различные текстильные фабрики. В 1859 году Метцинген был соединён с железнодорожным путём из Тюбингена в Штутгарт.

## Экономика
В городе расположена штаб-квартира известного немецкого производителя одежды — компании Hugo Boss AG и расположен один из самых известных в Германии центров «фабричной» торговли этой и других марок. В самом Метцингене никаких реальных фабрик и производства нет.

## Международные отношения
Метцинген является городом-побратимом:
- Надькалло, Венгрия (1992)[2]
- Нуайон, Франция (1979)[3][4]
- Хексем, Великобритания (1989)[5]